# Oxysarcodexia xon
Oxysarcodexia xon är en tvåvingeart som först beskrevs av Carroll William Dodge 1968. Oxysarcodexia xon ingår i släktet Oxysarcodexia och familjen köttflugor.
Artens utbredningsområde är Panama. Inga underarter finns listade i Catalogue of Life.